# Molokai gyapjasmadár
A molokai gyapjasmadár (Paroreomyza flammea) a madarak osztályának verébalakúak (Passeriformes) rendjébe és a pintyfélék (Fringillidae) családjába tartozó kihalt faj.

## Előfordulása
Kizárólag a Hawaii szigetekhez tartozó Molokai szigetén volt honos.

## Kihalása
Valószínűleg a betelepített ragadozók miatt halt ki.